# Tales of the divers
Tales of the divers is een livealbum van Osiris uit 2010. Tales of the divers is een conceptalbum over de parelduikers, een van de voornaamste ambachten in het land totdat er aardolie werd gevonden. De geschiedenis van dit ambacht en zijn beoefenaars is dan in de toenmalige wereld gezet. De gebroeders Al Sadeqi begonnen al in 1984 aan dit werk hetgeen resulteerde in een aantal concerten. De financiële situatie van de band gaf destijds geen mogelijkheid het werk op een fatsoenlijke manier uit te brengen, maar de geluidsbanden die in 1985 werden gemaakt bleven bewaard. Toen het “vervolg” in 2007 werd uitgebracht als Visions of the past begon de band met moderne apparatuur de muziek “op te poetsen” en kon het album in 2010 uitgebracht worden. De muziek is voor het merendeel instrumentaal. Plaats van opname was het toenmalige Golfhotel.   

## Musici
- Mohamed Al Sadeqi – gitaar, zang
- Nabil Al Sadeqi – slagwerk, percussie, zang
- Howard Tiera – toetsinstrumenten, zang
- Abdul Razzak Arian – orgel, zang
- Mohammed Shaffi – zang, dwarsfluit, toetsinstrumenten, gitaar
- Khalid Al Motawa – basgitaar, akoestische gitaar, baspedalen, zang

## Muziek
Alle door Osiris, gedicht door Ira Hijris.

| Nr. | Titel                                                         | Duur |
| --- | ------------------------------------------------------------- | ---- |
| 1.  | Set the sails (afscheid nemen van thuis)                      | 5:58 |
| 2.  | The deep (het duiken)                                         | 2:26 |
| 3.  | Salute, The sea, my enemy and my friend (gedicht in Arabisch) | 1:30 |
| 4.  | It’s always hard to say goodbye (terugdenken aan thuis)       | 6:48 |
| 5.  | The lull before the storm (even rusten)                       | 1:59 |
| 6.  | The storm                                                     | 1:30 |
| 7.  | The quiet horizon (de storm is uitgeraasd)                    | 3:44 |
| 8.  | We wait (Familie thuis wacht op bericht)                      | 4:50 |
| 9.  | Homeward bound once again (duikers gaan op huis aan)          | 5:39 |
| 10. | Waves (afscheid nemen van de zee)                             | 2:37 |
| 11. | Apprehension (leven tussen hoop en vrees van de thuisbasis)   | 1:52 |
| 12. | Home at last (terugkeer van de duikers)                       | 3:47 |